# 12867 Joëloïc
12867 Joëloïc eller 1998 LK2 är en asteroid i huvudbältet som upptäcktes den 1 juni 1998 av den belgiske astronomen Eric W. Elst vid La Silla-observatoriet. Den är uppkallad efter Joël och Loïc Faure.